# Kashiwazaki-Kariwa kärnkraftverk
Kashiwazaki-Kariwa kärnkraftverk är ett japanskt kärnkraftverk. Det ligger i städerna Kashiwazaki och Kariwa i Niigata prefektur. Det blev när den sjunde reaktorn togs i drift 1997 världens största kärnkraftverk med en total nettoeffekt på omkring 8 000 MW.

## Allmänt
Det finns sju reaktorer vid kärnkraftverket, fem kokvattenreaktorer (BWR) och två ABWR, en modernare typ av kokvattenreaktor. Kärnkraftverket ägs och drivs av The Tokyo Electric Power Company.
År 2006 levererade kraftverket 50,8 TWh vilket motsvarade 4,4% av Japans elproduktion på 1 164 TWh detta år. Den kumulativa kapacitetsfaktorn från respektive reaktors start fram till och med år 2006 var för de 7 reaktorerna 72, 75, 74, 73, 79, 85 respektive 79% vilket kan jämföras med genomsnittet för samtliga världens reaktorer som för år 2006 var 82%.

### Jordbävningen i Chūetsu 2007
Den 16 juli 2007 drabbades hela anläggningen av ett mycket kraftigt jordskalv som gjorde att alla sju reaktorerna stängdes ner. Efter reparationer och ombyggnader återstartades reaktor 6 och 7 år 2009, reaktor 1 och 5 år 2010 medan reaktor 2-4 våren 2011 ännu inte hade återstartats.

### Efterspel Fukushimaolyckan 2011
I mars 2011 inträffade Fukushima-olyckan som orsakades av en ovanligt stor tsunami vid Japans östkust. Som en följd av olyckan stängdes samtliga japanska kärnkraftverk ner. För att få återstarta reaktorerna behövde de godkännas efter nya och strängare kärnkraftsregler som trädde i kraft 2013.
En plan för ombyggnationer av anläggningarna för reaktor 6 och 7 lämnades in i september 2013 och godkändes i december 2017, medan någon plan för ombyggnationer av reaktor 1-5 ännu (2025) inte lämnats in.
I maj 2023 återstod ännu 27 säkerhetsrelaterade punkter som behöver åtgärdas för att få återstarta reaktor 7. Det rör sig om åtgärder för att säkra mot terrorhandlingar som att bättra på säkerheten mot intrång av obehöriga i säkerhetklassade områden och att hålla full kontroll över alla delar av anläggningen under extrema väderhändelser.
I mars 2025 angavs tidplan för återstart av reaktor 6 till 2031 och reaktor 7 till 2029.

### Status
Med "First grid" avses tidpunkt för första elleverans till anslutande nät. Med "Kom. drift" avses tidpunkt för start av kommersiell drift, när anläggningen överlämnas till anläggningsägaren. Med "2013-ansökan" avses ansökan om återstart med hänsyn till de nya kärnkraftsregler som trädde i kraft 2013. Med "Post 2013 återstart" avses återstart efter att åtgärder enligt nya kärnkraftsregler implementerats och därefter godkänts.
För reaktor 6 och 7 insändes en plan för ombyggnationer i september 2013 som godkändes i december 2017. De planerade ombyggnationerna har (2025) antingen inte färdigställts eller inte godkänts, varför block 6 och 7 alltjämt (2025) står stilla.
| Reaktor | Typ  | Netto- effekt (MW) | Bygg- start | First Grid | Kom. drift | 2013 ansökan insänd | 2013 ansökan godkänd | Post 2013 återstart | Perm stängd |
| ------- | ---- | ------------------ | ----------- | ---------- | ---------- | ------------------- | -------------------- | ------------------- | ----------- |
| KK-1    | BWR  | 1067               | 1980-06-05  | 1985-02-13 | 1985-09-18 | ej insänd           | ej bedömd            |                     |             |
| KK-2    | BWR  | 1067               | 1985-11-18  | 1990-02-8  | 1990-09-28 | ej insänd           | ej bedömd            |                     |             |
| KK-3    | BWR  | 1067               | 1989-03-07  | 1992-12-08 | 1993-08-11 | ej insänd           | ej bedömd            |                     |             |
| KK-4    | BWR  | 1067               | 1990-03-05  | 1993-12-21 | 1994-08-11 | ej insänd           | ej bedömd            |                     |             |
| KK-5    | BWR  | 1067               | 1985-06-20  | 1989-09-12 | 1990-04-10 | ej insänd           | ej bedömd            |                     |             |
| KK-6    | ABWR | 1315               | 1992-11-03  | 1996-01-29 | 1996-11-07 | 2013-09-27          | 2017-12-27           | 2031 (plan)         |             |
| KK-7    | ABWR | 1315               | 1993-07-01  | 1996-12-17 | 1997-07-02 | 2013-09-27          | 2017-12-27           | 2029 (plan)         |             |